# اوره‌آز

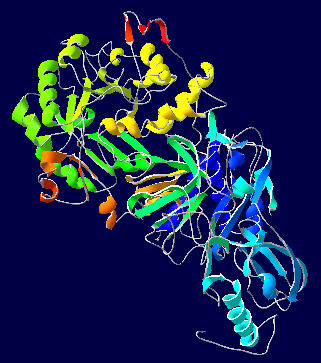
پروتئین اوره‌آز

اوره‌آز اوره را به آمونیاک تبدیل می‌کند و در سلسلهٔ گیاهان به وفور یافت می‌شود. جالب توجه است که اوره‌آز حاصل از بذور لوبیای جک (Canavalia endiformis) نخستین پروتئینی بود که به وسیلهٔ سامر در سال ۱۹۲۶ به صورت کریستال درآمد. یکی از مهمترین اثرات کمبود نیکل در سویا کاهش فعالیت اوره‌آز در برگ‌هاست. هرچند اهمیت متابولیکی اوره‌آز هنوز مشخص نشده است.